# Bowling 2000
Bowling 2000 je hra pro počítače Sinclair ZX Spectrum a kompatibilní (například Didaktik a Delta-S). Autorem je František Fuka, který ji naprogramoval v roce 1985. Hra byla v roce 1992 vydána společností Proxima – Software v. o. s. jako součást souboru her Fuxoft uvádí.
Jedná se o počítačovou verzi hry bowling. Na hrací ploše se pohybuje vodorovně koule, stiskem klávesy se koule zastaví ve vybrané pozici a následně se nad koulí objeví čára s pohybující se značkou ukazující směr pohybu koule. Když se značka dostane do požadované pozice, hráč může pustit klávesu a tím dojde k hodu koulí.